# Jerome Powell
Jerome Hayden "Jay" Powell (sinh ngày 4 tháng 2 năm 1953) là một luật sư chuyên hoạt động ngân hàng đầu tư, hiện tại là Chủ tịch Cục Dự trữ Liên bang, giữ chức vụ kể từ tháng 2 năm 2018. Ông được Tổng thống Donald Trump đề cử vào vị trí Chủ tịch Cục Dự trữ Liên bang và được Thượng viện Hoa Kỳ phê chuẩn. Powell có bằng chính trị tại Đại học Princeton năm 1975 và tiến sĩ luật từ Trung tâm Luật Đại học Georgetown năm 1979. Ông chuyển sang đầu tư ngân hàng năm 1984, và từ đó đã làm việc cho một số tổ chức tài chính. Ông có một thời gian ngắn làm việc tại Bộ Tài chính  trong nước dưới thời Tổng thống George H. W. Bush vào năm 1992. Gần đây, ông là một học giả thỉnh giảng tại Trung tâm Chính sách Bipartisan từ năm 2010 đến 2012. Ông từng là thành viên của Ủy ban Dự trữ Liên bang Thống đốc kể từ năm 2012. Ông là Chủ tịch đầu tiên của Cục Dự trữ Liên bang không có bằng tiến sĩ ngành Kinh tế từ năm 1987 (khi Alan Greenspan lên làm Chủ tịch), và không có bằng cấp ngành kinh tế nào.

## Tiểu sử
Powell sinh ngày 4 tháng 2 năm 1953 tại Washington, D.C., là một trong sáu người con của Patricia (nhũ danh Hayden; 1926–2010) và Jerome Powell (1921–2007), một luật sư hành nghề tư và một cựu chiến binh trong Thế chiến II (phục vụ với Tiểu đoàn pháo binh dã chiến 160 của Lục quân Hoa Kỳ thuộc Sư đoàn 45 tại Pháp và Đức). Ông ngoại của ông, James J. Hayden, là Trưởng khoa Luật của Đại học Công giáo Columbus tại Hoa Kỳ và sau đó là giảng viên tại Trường Luật Georgetown. Ông có năm anh chị em, Susan, Matthew, Tia, Libby và Monica.
Năm 1972, Powell tốt nghiệp Trường dự bị Georgetown, Trường dự bị đại học Dòng Tên. Ông đã nhận được cử nhân trong chính trị từ Đại học Princeton năm 1975, nơi luận án cao cấp của ông có tựa đề Nam Phi: Lực lượng thay đổi. Năm 1975–76, ông dành một năm làm trợ lý lập pháp cho Thượng nghị sĩ Pennsylvania Richard Schweiker (R).
Powell đã lấy bằng tiến sĩ luật từ Trung tâm Luật Đại học Georgetown năm 1979, nơi ông là tổng biên tập của Georgetown Law Journal.

## Nghề nghiệp
Năm 1979, Powell chuyển đến Thành phố New York và trở thành thư ký cho Thẩm phán Ellsworth Van Graafeiland cho Vòng Hai của Tòa phúc thẩm Hoa Kỳ. Từ năm 1981 đến năm 1983, Powell là luật sư của Davis Polk & Wardwell, và từ năm 1983 đến 1984, ông làm việc tại công ty của Werbel & McMillen.
Từ năm 1984 đến 1990, Powell làm việc tại Dillon, Read & Co., một ngân hàng đầu tư nơi ông tập trung vào tài chính, ngân hàng thương mại, sáp nhập và mua lại, vươn lên vị trí phó chủ tịch.
Từ năm 1990 đến 1993, Powell làm việc tại Bộ Tài chính Hoa Kỳ, lúc đó Nicholas F. Brady, cựu chủ tịch của Dillon, Read & Co., là Bộ trưởng Tài chính Hoa Kỳ. Năm 1992, Powell trở thành Phụ tá Thứ trưởng  Bộ Tài chính cho tài chính trong nước (Under Secretary of the Treasury for Domestic Finance) sau khi được đề cử bởi George H. W. Bush. Trong thời gian làm việc tại Kho bạc, Powell giám sát việc điều tra và xử phạt Salomon Brothers sau khi một trong những thương nhân của họ nộp hồ sơ dự thầu sai cho an ninh Ngân khố Hoa Kỳ. Powell cũng tham gia vào các cuộc đàm phán khiến Warren Buffett trở thành chủ tịch của Salomon.
Năm 1993, Powell bắt đầu làm giám đốc điều hành cho Bankers Trust, nhưng ông đã nghỉ việc năm 1995 sau khi ngân hàng gặp rắc rối khi một số khách hàng chịu tổn thất lớn do các công cụ phái sinh. Sau đó, ông trở lại làm việc cho Dillon, Read & Co.
Từ 1997 đến 2005, Powell là đối tác của Tập đoàn Carlyle, nơi ông thành lập và lãnh đạo Tập đoàn Công nghiệp trong Quỹ Mua lại của Carlyle Hoa Kỳ.
Sau khi rời Carlyle, Powell thành lập Severn Capital Partners, một công ty đầu tư tư nhân tập trung vào tài chính đặc biệt và đầu tư cơ hội trong lĩnh vực công nghiệp.
Năm 2008, Powell trở thành đối tác quản lý của Quỹ Môi trường toàn cầu, một công ty đầu tư và đầu tư mạo hiểm đầu tư vào năng lượng bền vững.
Từ năm 2010 đến 2012, Powell là một học giả thỉnh giảng tại Trung tâm chính sách Bipartisan, một nhóm chuyên gia tư tưởng ở Washington, DC, nơi ông làm việc để đưa Quốc hội tăng trần nợ của Hoa Kỳ trong cuộc khủng hoảng trần nợ của Hoa Kỳ năm 2011. Powell đã trình bày những tác động đối với nền kinh tế và lãi suất của một mặc định hoặc sự chậm trễ trong việc tăng trần nợ. Ông làm việc với mức lương 1 USD mỗi năm.

### Hội đồng Thống đốc Dự trữ Liên bang

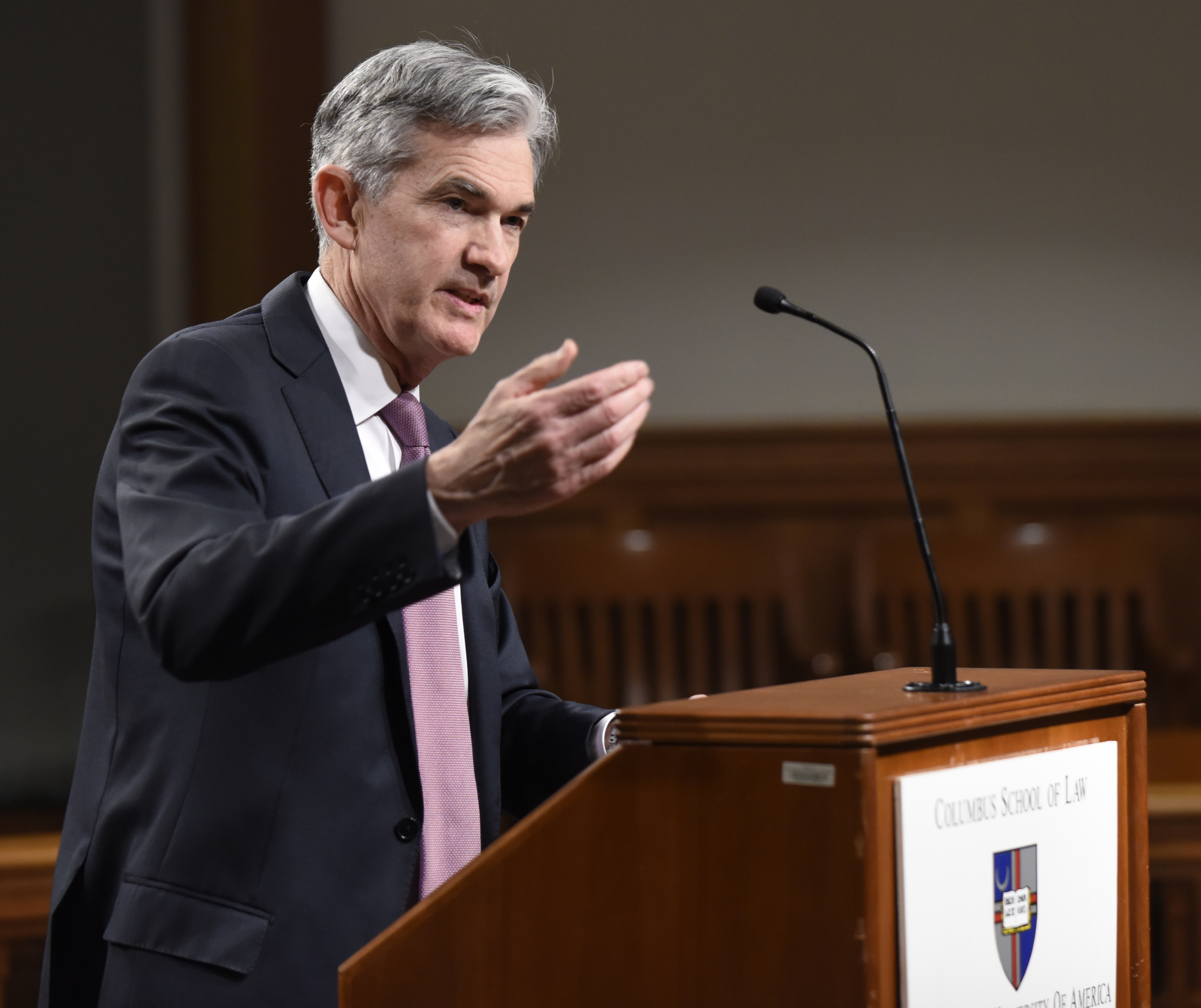
Powell phát biểu năm 2015

Vào tháng 12 năm 2011, cùng với Jeremy C. Stein, Powell đã được Tổng thống Barack Obama đề cử vào Hội đồng Thống đốc Dự trữ Liên bang. Đề cử bao gồm hai người để giúp hỗ trợ chạy đua tranh cử lưỡng đảng cho cả hai ứng cử viên, vốn đã đề nghị kể từ cuộc tranh cử của Stein trước đây. Đề cử của Powell là lần đầu tiên một tổng thống đề cử một thành viên của đảng đối lập cho vị trí như vậy kể từ năm 1988. Ông nhậm chức vào ngày 25 tháng 5 năm 2012, để điền vào điều khoản chưa hết hạn của Frederic Mishkin, người đã từ chức. Vào tháng 1 năm 2014, ông đã được đề cử cho một nhiệm kỳ khác và vào tháng 6 năm 2014, ông đã được Thượng viện Hoa Kỳ xác nhận trong cuộc bỏ phiếu 67–24 cho nhiệm kỳ 14 năm kết thúc vào ngày 31 tháng 1 năm 2028.
Năm 2013, Powell đã có bài phát biểu về quy định tài chính và kết thúc "quá lớn để sụp đổ". Vào tháng 4 năm 2017, ông đã tiếp quản sự giám sát của các ngân hàng "quá lớn để sụp đổ".

### Chủ tịch Cục Dự trữ Liên bang

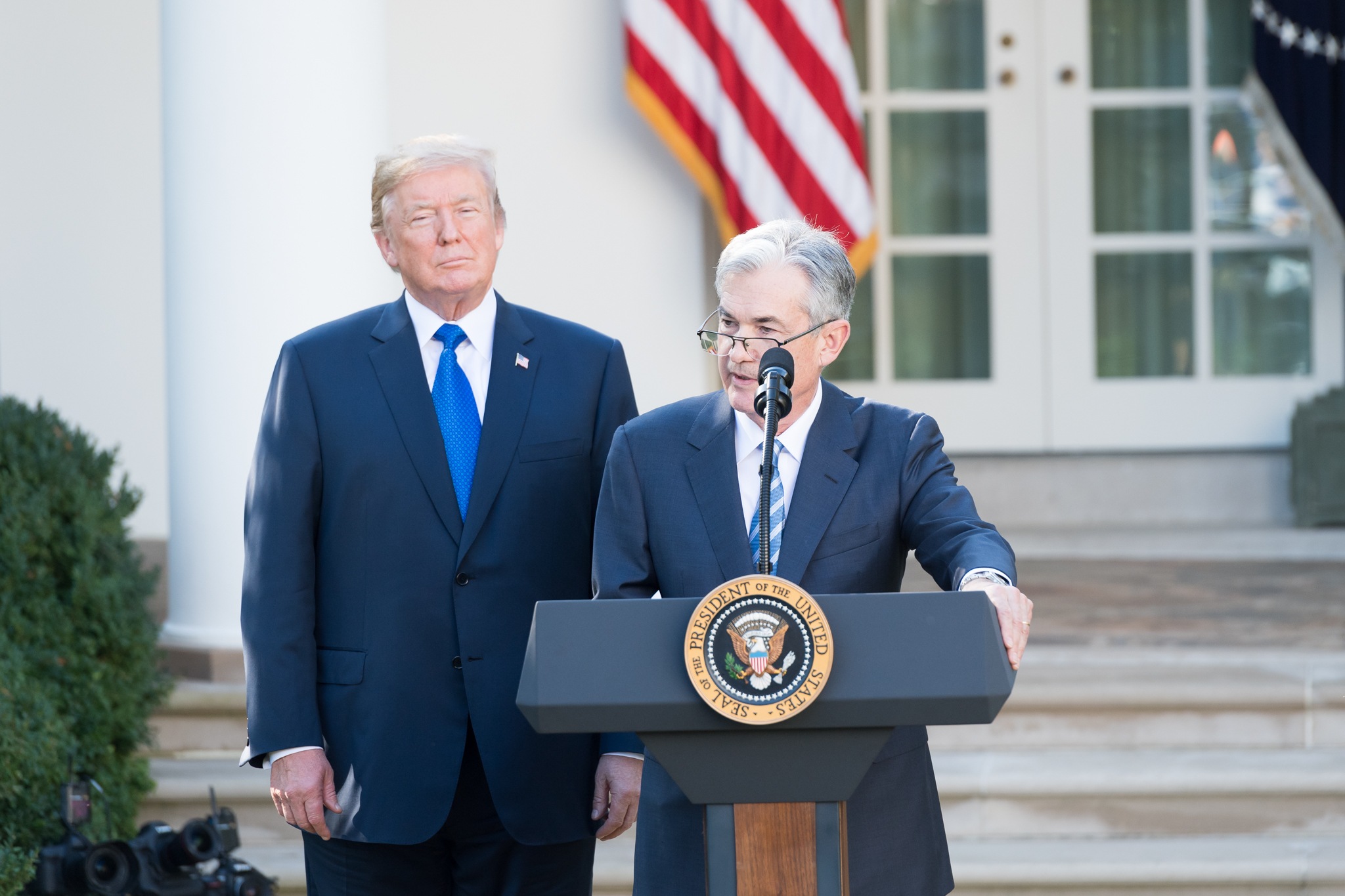
Donald J. Trump đề cử Powell

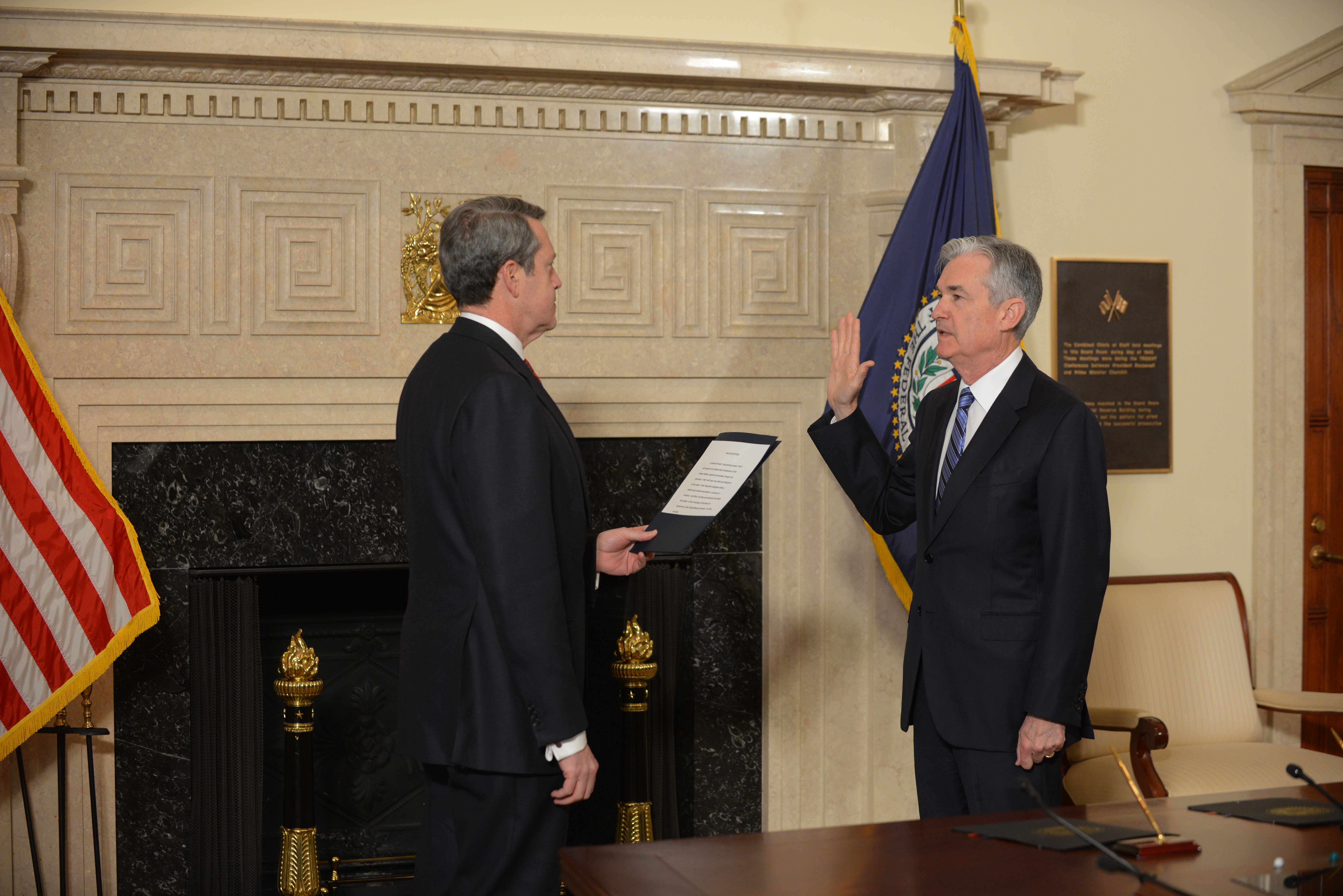
Powell tuyên thệ nhận chức Chủ tịch Cục Dự trữ Liên bang năm 2018

Vào ngày 2 tháng 11 năm 2017, Tổng thống Donald Trump đã đề cử Powell giữ chức Chủ tịch Cục Dự trữ Liên bang.
Vào ngày 5 tháng 12 năm 2017, Ủy ban Ngân hàng Thượng viện đã chấp thuận đề cử của Powell làm Chủ tịch trong một cuộc bỏ phiếu 22 – 1, trong đó Thượng nghị sĩ Elizabeth Warren bỏ phiếu bất đồng. Đề cử của ông đã được Thượng viện phê chuẩn vào ngày 23 tháng 1 năm 2018 với 84 phiếu thuận và 13 phiếu chống. Ngày 5 tháng 2 năm 2018, Powell tuyên thệ nhậm chức Chủ tịch Cục Dự trữ Liên bang.